# Jeanjos Parfait
Pour les articles homonymes, voir Parfait.
Jean Joseph Parfait, connu sous le nom de Jeanjos Parfait, né le 2 octobre 1991 à Gitega, est un artiste musicien, compositeur et arrangeur burundais.

## Biographie
Jeanjos Parfait est le fils de l'ingénieur agronome Egide Niyonkuru et de l'enseignante Dorothée Nayuguhora. Encore jeune, il aimait jouer au football. 

### Carrière sportive
Avec ses frères, il joue dans l'équipe Maika avant de signer un contrat en 2005 dans la première division du F.C. Fuso de Gitega. 

### Carrière musicale
Quelques années plus tard, il abandonne cette carrière en devenant choriste de l'église vivante de Gitega, une église chrétienne évangélique. Jeanjos Parfait fut baptisé la même année.
En 2013, il est devenu membre de l'équipe de louange CLM Worship de l'église Christian Life Ministries,. Une année plutôt, il crée un groupe de bassistes avec Adjanga Dieu Grâce et François Niyonkuru, qui ne fonctionne pas comme prévu. Il prend sa retraite et commence à écrire ses propres chansons. 
En 2016, il fait ses premiers pas de la carrière musicale et sort sa toute première chanson Urakoze mana. Sa deuxième chanson, Uwera (en français signifie : Saint), est sortie en 2017.
Le clip vidéo du titre urakoze mana gagne en janvier 2019 le concours hebdomadaire Top 10 de la chaine télévision BETV Burundi, ce qui permet à l'artiste de signer un contrat de six mois avec la maison de production et label Grands Pictures Production,.
En 2019, Jeanjos Parfait crée son propre label, Fight for your Dreams, où il a réalisé sa chanson "Nd'Uwunesha" (en français signifie: Je suis victorieux).

## Discographie
- 2017 : Urakoze Mana-Jeanjos Parfait
- 2017 : Uwera-Jeanjos Parfait
- 2019 : Nd'Uwunesha-Jeanjos parfait
- 2019: Jos Pino - The Song of Victory  feat Jeanjos Parfait-Jam
- 2020: Jeanjos Parfait -Surprise Birthday & Wedding proposal
- 2021: Imagine -Jeanjos Parfait and Procy africain Kill
- 2022: The song of Victory -Jeanjos parfait (official video)

## Récompenses et distinctions
- 2019 : Gagnant du Top10 de BETV en janvier 2019[6]